# Uomini contro l'Artide
Uomini contro l'Artide (Men Against the Arctic) è un film del 1955 scritto, diretto e narrato da Winston Hibler. È un cortometraggio documentario della serie Genti e paesi, e fu distribuito negli Stati Uniti il 21 dicembre 1955 dalla Buena Vista Film Distribution Company mentre in Italia uscì il 21 agosto 1958 abbinato a 22 spie dell'Unione. Uomini contro l'Artide vinse l'Oscar al miglior cortometraggio documentario ai premi Oscar 1956, e partecipò al Festival di Berlino 1956.

## Trama
Viene mostrata la lunga e faticosa conquista da parte dell'uomo delle terre dell'Artide, seguendo in particolare la spedizione in Groenlandia delle navi rompighiaccio della United States Coast Guard Eastwind e Westwind. La Westwind arriva alla base aerea Thule guidata da un elicottero che, volando in ricognizione sulle distese di infido ghiaccio rotto, dirige la nave attraverso le insidiose acque. Inizia quindi il lavoro estivo, che consiste nel mantenere aperti i contatti con altri lidi alle navi da carico, rompendo i blocchi di ghiaccio che ne ostacolano la navigazione. Il più difficile e pericoloso dei lavori estivi delle rompighiaccio è l'"Operazione Alert"; essa consiste nel raggiungere la stazione meteorologica di Alert, a soli 817 km dal polo nord. A tentare questa missione è la Eastwind, che rimane però bloccata in una banchisa. Dopo settimane, la nave si libera grazie a una frattura nel ghiaccio, ed è così in grado di ritornare a Thule.